# Lista över ledamöter av Sveriges riksdags andra kammare 1921
Ledamöter av Sveriges riksdags andra kammare 1921. 
Ledamöterna invaldes vid andrakammarvalet 5 september 1920, men nyinvalda tillträdde sina riksdagsplatser först 1921. Deras mandatperiod skulle egentligen vara fram till och med 1923, men blev bara ett år på grund av nyvalet 12 september 1921.

## Stockholms stad

### Första valkretsen
- Hjalmar Branting, tidigare statsminister, s
- Herman Lindqvist, Landsorganisationens tidigare ordförande, s
- Arvid Lindman, konteramiral, h
- Oskar Hagman, kassör, s, f. 1880
- Ivan Bratt, l
- Edvard Johanson, förtroendeman, s
- Fredrik Block, medicinalråd, h, f. 1867
- Hjalmar Gustafson, journalist, s, f. 1883

### Andra valkretsen
- Sven Edward Julius Lübeck, kapten, h
- En vakant plats (s)
- Knut Erik Wilhelm Söderhielm, överste, h, f. 1871
- Per Albin Hansson, redaktör, s
- Erik Nylander, direktör, h, f. 1885
- Eliel Löfgren, advokat, l
- Ernst Eriksson, förste kontorsbiträde, s, f. 1881
- Karl Starbäck, lektor, f. 1863,

## Stockholms län

### Södra valkretsen
- Axel Sundling, lantbrukare, h, f. 1871
- Elof Lindström, överdirektör, h, f. 1863
- Jakob Pettersson, borgmästare, l, f. 1866
- Karl Johan Söderberg, ombudsman, s, f. 1877
- Martin Andersson i Igelboda, snickare, s, f. 1886
- Sven Johan Karlsson i Nynäshamn, snickare, s, f. 1874

### Norra valkretsen
- Erik Åkerlund, godsägare, h, f. 1853
- Johan Lars Wilhelm Stjernstedt, friherre, t.f. domänintendent, h, f. 1865
- Verner Karlsson i Vätö, stenhuggare, s, f. 1882

## Uppsala län
- Walter Kant, rådman, h, f. 1872
- Carl Gustaf Olsson i Golvasta, lantbrukare, bf, f. 1885
- Nils Edén, professor, l, f. 1871
- Karl August Borg, snickare, s, f. 1866
- Oskar Sjölander, folkskollärare, s, f. 1880

## Södermanlands län

### Norra valkretsen
- Erik Laurén, fabriksförvaltare, h
- August Schill, lantbrukare, l, f. 1873
- Adolf Hälleberg, målarmästare, s, f. 1871

### Södra valkretsen
- Oskar Jonson i Remröd, arrendator, h
- Gustaf Olsson i Ramsta, lantbrukare, l, f. 1867
- Anders Johan Bärg, förrådsförman, s
- Carl Johan Johansson i Uppmälby, hemmansägare, s, f. 1867

## Östergötlands län

### Norra valkretsen
- Erik Gustaf Johansson i Kullersta, lantbrukare, s, f. 1864
- Theodor af Ekenstam, häradshövding, h, f. 1858
- Carl Sjögren, redaktör, s, f. 1869
- Oscar Jonsson i Risinge, lantbrukare, jordbrukarnas riksförbund

### Norrköping-Linköpings valkrets
- Gustaf Adolf Björkman, borgmästare Norrköping, h, f. 1871
- Karl Ward, redaktör Folkbladet, s, f. 1888
- Carl Wahren, disponent, politisk vilde, f. 1866

### Södra valkretsen
- David Hjalmar Pettersson i Bjälbo, lantbrukare, h, f. 1866
- Karl Allan Westman, lantbrukare, jordbrukarnas riksförbund, f. 1883
- Sven Olsson i Labbemåla, lantbrukare, l, f. 1870
- Gottfrid Karlsson i Vadstena, lokomotivförare, s, f. 1882
- Frans Ericson i Boxholm, landstingsman, s, f. 1879

## Jönköpings län

### Östra valkretsen
- Johan August Jonsson i Hökhult, lantbrukare, h, f. 1851
- Oscar Ericson i Oberga, lantbrukare, b, f. 1866
- Oscar Carlström, lantbrukare, l
- C.J. Jonsson i Mörkhult, landstingsman, h

### Västra valkretsen
- Bernhard Nilsson i Landeryd, lantbrukare, f. 1874
- Oscar Johanson i Huskvarna, fabriksarbetare, h, f. 1870
- Felix Hamrin, direktör, l
- Frans Axel Lagerquist i Malmbäck, lantbrukare, b
- Erik Fast, möbelsnickare, s, f. 1883

## Kronobergs län

### Östra valkretsen
- Johan Gustaf Svensson i Betingetorp, hemmansägare, h
- Hjalmar Svensson i Grönvik, lantbrukare, bf
- Herman Blomquist, lokomotivförare, s, f. 1879

### Västra valkretsen
- Otto Magnusson i Tumbhult, hemmansägare, h
- Peter Magnus Olsson i Blädinge, hemmansägare, h
- Reinhold Eliasson, handlande, l, f. 1872

## Kalmar län

### Norra valkretsen
- Sigurd Carlsson i Solberga, lantbrukare, h
- Albert Johansson i Kragstorp, häradsdomare, h
- Anders Victor Isaksson, predikant, h, f. 1855
- Lars Dalgren, lektor, s, f. 1887

### Södra valkretsen
- David Norman, lantbrukare, h
- John L. Falk, landshövding, h
- Pehr August Andersson i Knäppinge, lantbrukare, h, f. 1863
- Karl Magnusson i Kalmar, parkföreståndare, s
- Carl Johanson i Hörninge, lantbrukare, bf, f. 1871

## Gotlands län
- Hugo Karlström, landstingsman, jordbrukarnas riksförbund
- Theodor Gardell, landstingsman, jordbrukarnas riksförbund
- Nils Broander, direktör, h, f. 1868

## Blekinge län
- John Jönsson i Boa, lantbrukare, h, f. 1862
- Oskar Kloo, kamrerare, s, f. 1867
- Ulrik Leander, fängelsedirektör, l, f. 1858
- Björn Frithiofsson Holmgren, kommendörkapten, h, f. 1872
- Axel Hugo Hansson i Sölvesborg, tapetserare, s, f. 1879
- Jeppe Clemedtson, kamrerare, h

## Kristianstads län

### Nordvästra valkretsen
- Per Nilsson i Bonarp, hemmansägare, h, f. 1865
- Sven Bengtsson i Norup, lantbrukare, l, f. 1866
- John Erlansson, lantbrukare, h, f. 1863
- Lars Borggren, bageriföreståndare, s
- Lars Anton Björklund, vagnsreparatör, s, f. 1881

### Sydöstra valkretsen
- Swen Persson i Fritorp, lantbrukare, h, f. 1875
- Swen Jönsson i Fridhill, lantbrukare, l, f. 1877
- Raoul Hamilton, greve, l, f. 1855
- Nils Björk i Tryde, banvakt, s

## Malmöhus län

### Norra valkretsen
- Olof Olsson, lantbrukare, jordbrukarnas riksförbund
- Nils Törnkvist, gruvarbetare, s
- Olof Nilsson, lantbrukare, s, f. 1863

### Mellersta valkretsen
- Daniel Poppius, agronom, h, f. 1882
- Johan Jönsson i Revinge, lantbrukare, l, f. 1875
- Anders Paulsen i Arlöv, lantbrukare, s
- Olof Andersson i Höör, skomakare, s

### Södra valkretsen
- F.V. Thorsson, statsråd, s
- Nils Månsson i Erlandsro, lantbrukare, h
- Per Edvin Sköld, statssekreterare, s
- Hj. Carlsson i Mossby, järnarbetare, s, f. 1886

## Hälsingborg, Landskrona och Lund
- Ola Hansson Waldén, folkskollärare, s, f. 1869
- Malte Sommelius, fabriksdisponent, h, f. 1851
- Martin Jensen, järnvägstjänsteman, s, f. 1881

## Malmö stad
- Arthur Engberg, redaktör Social-Demokraten, s
- Nils Winkler, köpman, h, f. 1870
- Värner Rydén, folkskollärare, s
- Carl Lovén, konduktör, s

## Hallands län
- Carl Hederstierna, h
- Richard Hermelin, friherre, godsägare, h
- Johan Larsson i Jonsjö, lantbrukare, bf
- Per Johan Persson i Tofta, häradsdomare, l
- Nils Johansson i Brånalt, nämndeman, jordbrukarnas riksförbund
- Carl Strid, statens fattigvårdskonsulent, s

## Göteborgs och Bohus län

### Södra valkretsen
- Cornelius Olsson i Berg, lantbrukare, h, f. 1857
- Adolf Wallerius, kyrkoherde, h, f. 1874
- Herman Andersson i Grimbo, lantbrukare, jordbrukarnas riksförbund
- Adolf Alexandersson, fiskare, l, f. 1875
- Gustav Hansson i Gårda, skomakarmästare, s, f. 1878

### Norra valkretsen
- Oscar Nathanael Olsson (senare Broberg), lantbrukare, h
- Bernhard Corneliusson, hemmansägare, h, f. 1866
- Oscar Osberg, lantbrukare, l
- Axel Ljungberg, redaktör, s, f. 1882

## Göteborgs stad
- Edvard Lithander, direktör, h, f. 1870
- Alexander Thore, navigationsskolföreståndare, h, f. 1866
- Pehr Pehrsson, kyrkoherde, h, f. 1867
- Erik Röing, grosshandlare, l
- Emil Kristensson, folkskollärare, s
- Algot Sjöström, bageriarbetare, s
- Julius Hedvall, stationskarl, s, f. 1886
- Carl Wilhelm Oskar Höglund, stationsförman, s, f. 1868

## Älvsborgs län

### Norra valkretsen
- Arthur Wilhelm Gustafsson i Kasenberg, lantbrukare, h
- Anders Lindgren, lantbrukare, bf, f. 1874
- Harald Hallén, komminister, s

### Mellersta valkretsen
- Alfred Pettersson i Vråtsered, lantbrukare, h, f. 1865
- Arvid Andersson i Saxtorp, lantbrukare, bf, f. 1875
- August Danielsson i Mörlanda, lantbrukare, l, f. 1876
- Anders Hansson i Trollhättan, handlande, s, f. 1882

### Södra valkretsen
- Svening Alfred Larsson i Kroken, hemmansägare, h, f. 1856
- Edvin Leffler, disponent, h, f. 1875
- Karl Arthur Ryberg, lantbrukare, bf, f. 1882
- Carl Albin Björkman, lantbrukare, bf, f. 1870
- Sven Ljungkvist, murare, s, f. 1880

## Skaraborgs län

### Norra valkretsen
- Karl Magnusson, trädgårdsmästare, h
- Per Månsson i Backa, lantbrukare, bf, f. 1857
- Carl Johansson i Gäre, lantbrukare, l, f. 1851
- Johan Wilhelm Billqvist, folkskollärare, s, f. 1867
- C. O. Larsson i Sjötorp, lantbrukare, h

### Södra valkretsen
- Emil Bengtsson i Kullen, lantbrukare, h, f. 1875
- Carl Arvid Anderson i Vara, lantbrukare, h
- Karl Magnus Anderson i Milsmaden, häradsdomare, l
- Gustav Johansson (senare Hallagård), lantbrukare, bf
- Helge Bäcklund, konduktör, s, f. 1880

## Värmlands län

### Norra valkretsen
- Alfred Persson i Björsbyholm, lantbrukare, l, f. 1862
- Valfrid Eriksson i Överbyn, godsägare, h
- Emil Andersson i Prästbol, hemmansägare, s, f. 1876

### Östra valkretsen
- Lars Johan Carlsson i Frosterud, lantbrukare, s, f. 1863
- Carl Jansson i Edsbäcken, hemmansägare, l, f. 1858
- Herman Norling, snickare, s
- Carl Ros, godsägare, h, f. 1866

### Västra valkretsen
- Nils Svensson i Långelanda, hemmansägare, h, f. 1861
- Johan Peter Igel, hemmansägare, l, f. 1855
- Gustaf Flognfält, hemmansägare, s, f. 1872

## Örebro län

### Norra valkretsen
- Anders Petter Gustafsson i Örebro, egendomsägare, h, f. 1852
- Anders Anderson i Råstock, banvakten, s, f. 1874
- Erik Agabus Nilson i Örebro, bankofullmäktige, l, f. 1862
- Olof Nilsson i Örebro, modellsnickare, s, f. 1874
- Viktor Öhman, posttjänsteman, s, f. 1877

### Södra valkretsen
- Torsten Thorsell, lantbrukare, h
- Petrus Ödström, godsägare, l, f. 1868
- Ivar Jansson i Talby, lantbrukare, l, f. 1893
- Edvard Uddenberg, handlande, s, f. 1870

## Västmanlands län

### Östra valkretsen
- Anders Johan Johansson i Pors, häradsdomare, bf, f. 1863
- Per Godén, lantbrukare, l
- Viktor Larsson i Västerås, redaktör, s

### Västra valkretsen
- Adolf Janson i Kungsör, hemmansägare, l, f. 1860
- C.J. Ericsson i Arboga, maskinarbetare, s, f. 1868
- August Wilhelm Pettersson i Köping, filare, s

## Kopparbergs län

### Östra valkretsen
- O.E. Eriksson i Fors, lantbrukare, l
- Robert Jansson i Falun, snickare, s, f. 1868
- E. Eriksson i Sörbo, lantbrukare, bf

### Västra valkretsen
- Johan Bernhard Eriksson i Grängesberg, järnarbetare, s, f. 1878
- Gustaf Andersson, hemmansägare, l
- Fredrik Aarnseth, hemmansägare, s, f. 1872
- Gustaf Nilson i Vibberbo, bergsman, bf, f. 1860

### Norra valkretsen
- Jones Erik Andersson i Ovanåker, hemmansägare, bf
- Eskils Hans Hansson i Rättvik, hemmansägare, l, f. 1857
- Anders Olsson, redaktör, s

## Gävleborgs län

### Gästriklands valkrets
- Adolv Olsson i Gävle, redaktör Hälsinglands Folkblad, s
- C.A. Carlsson i Gävle, bageriföreståndare, l, f. 1873
- Carl Johan Högström, slipare, s, f. 1880
- Fabian Månsson, journalist, v-s, f. 1872

### Hälsinglands södra valkrets
- August Sävström, ombudsman, s
- Olof Johansson i Edsbyn, byggmästare, f
- Jonas Nikolaus Svedberg, hemmansägare, bf, f. 1881

### Hälsinglands norra valkrets
- Per Olsson i Fiskeby, lantbrukare, bf, f. 1864
- Per Granath, postiljon, s, f. 1882
- Lars Olsson i Hov, lantbrukare, l, f. 1869

## Västernorrlands län

### Medelpads valkrets
- Per Jonas Edberg, hemmansägare, bf, f. 1878
- Robert Karlsson i Gasabäck, l, f. 1869
- Verner Hedlund i Sundsvall, statens fattigvårdskonsulent, s, f. 1883
- Carl Alfred Svensson i Skönsberg, arbetare, s

### Ångermanlands södra valkrets
- Fritz Kaijser, lasarettsläkare i Härnösand, h, f. 1868
- Gerhard Strindlund, hemmansägare, bf
- Ivar Vennerström, redaktör Nya Norrland, s
- Carl Oscar Johansson i Sollefteå, kamrer, v-s, f. 1875

### Ångermanlands norra valkrets
- Carl Öberg, hemmansägare, h, f. 1859
- Petrus Bergström, hemmansägare, l, f. 1881
- Erik Godin, hemmansägare, l

## Jämtlands län

### Södra valkretsen
- Samuel Hedlund, agronom, h, f. 1878
- Carl Sehlin, folkskolinspektör, l, f. 1873
- Christian Ericson i Funäsdalen, tullvaktmästare, v-s, f. 1868

### Norra valkretsen
- Per Persson i Trången, hemmansägare, jordbrukarnas riksförbund
- Nils Olsson i Rösta, hemmansägare, l, f. 1868
- Henrik Andersson, hemmansägare, jordbrukarnas riksförbund

## Västerbottens län

### Södra valkretsen
- Johan Rehn, lantbrukare, l, f. 1865
- Adolf Wiklund, lantbrukare, h
- Werner Bäckström, folkskollärare, l
- Emanuel Holmner, hemmansägare, l, f. 1872

### Norra valkretsen
- Ludwig Brännström, lantbrukare, h
- Anton Wikström, redaktör Norra Västerbotten, l, f. 1876
- Ewald Lindmark, hemmansägare, h

## Norrbottens län

### Södra valkretsen
- Nils Erik Nilsson i Antnäs, hemmansägare, h
- Ernst Hage, förste järnvägsbokhållare, v-s, f. 1876
- Adolf Linus Lundström, hemmansägare, l, f. 1870
- Alfred Lindström, nämndeman, jordbrukarnas riksförbund

### Norra valkretsen
- Oscar Lövgren i Nyborg, arbetare, s, f. 1888
- Kristoffer Bergström i Högsön, hemmansägare, h, f. 1880
- Jonas Dahlén, gruvarbetare, v-s